# Chudobinec

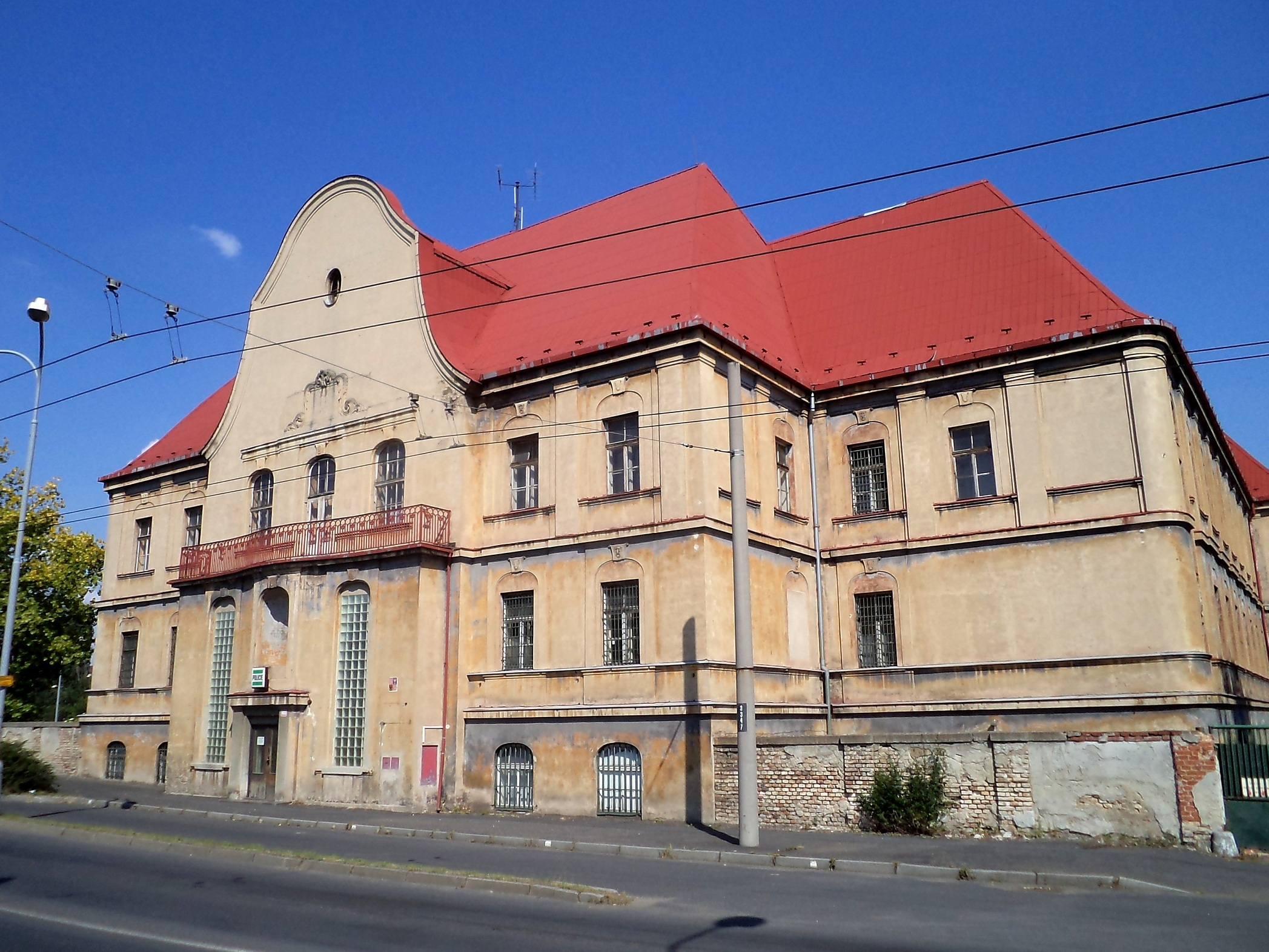
Chudobinec císařovny Alžběty v Chomutově

Chudobinec (též chudinský ústav) bylo sociální zařízení pro zestárlé a zchudlé obyvatele, kteří se již sami nemohli postarat o své živobytí. Vyvinuly se v novověku ze středověkých špitálů a hospiců, bývaly proto často spojeny se sirotčinci nebo nemocnicemi.

## Historie
V českých zemích zřízení chudobinců nařídil Josef II. svými dekrety v 80. letech 18. století, aby sjednotil péči o chudé, která se do té doby nahodile provozovala ve špitálech, a omezil žebrotu. Péči o chudé a přestárlé měla provozovat církev se státním dohledem. V těchto chudinských ústavech měli dotyční možnost bydlet a získat stravu. Financování chudobinců probíhalo z příjmů měst, církve, výjimečně státu a milodarů obyvatel.
Péče o chudé byla upravena v 60. letech 19. století, kdy byla zavedena obcím povinnost pečovat o chudé podle domovského práva, tím pádem chudobince přijímaly jen zchudlé domovské příslušníky a nikoliv cizí.